# 居伊·德梅尔
居伊·德梅尔（法語：Guy Roland Demel，1981年6月13日—）是一名法國出生的科特迪瓦足球運動員，擔任後衛。

## 生平
在漢堡，迪美主要擔任右後衛及中場。2006年5月4日，迪美與球會簽訂新合約，至2010年。2007/08賽季末，迪美獲幾間英超球會的興趣，包括紐卡素、曼城和樸茨茅夫。
2011年8月31日，迪美在轉會窗完結前加盟英超球會韋斯咸，為期兩個球季，韋斯咸有權再續約多12個月。